# Antlers
Pour les articles homonymes, voir Antlers (homonymie).
La ville américaine d’Antlers est le siège du comté de Pushmataha, dans l’État d’Oklahoma. Lors du recensement de 2000, elle comptait 2 552 habitants.

## Personnalité liée à la ville
L’actrice Nicole DeHuff est née à Antlers en 1975.

## Source
- (en) Cet article est partiellement ou en totalité issu de l’article de Wikipédia en anglais intitulé « Antlers, Oklahoma » (voir la liste des auteurs).